# معهد الفيزياء متعددة التخصصات والأنظمة المعقدة
معهد الفيزياء متعددة التخصصات والأنظمة المعقدة  (IFISC)، nstituto de Fisica Interdisciplinar y Sistemas Complejos، هو معهد أبحاث في أوروبا يشارك في دراسة الأنظمة المعقدة والظواهر المعقدة، ويضم أساتذة وباحثين دائمين وباحثين ما بعد الدكتوراه غير الدائمين وطلاب الدكتوراه والماجستير. وهي وحدة بحثية مشتركة بين المجلس الوطني الإسباني للبحوث (CSIC) وجامعة جزر البليار (UIB)، وتقع في بالما دي مايوركا، إسبانيا.

## خلفية
تم إنشاء معهد الفيزياء متعددة التخصصات والأنظمة المعقدة عام 2007، كمبادرة من أعضاء قسم الفيزياء متعدد التخصصات السابق في المعهد المتوسطي للدراسات المتقدمة (IMEDEA). ويقوم المعهد بشكل خاص بإجراء البحوث على حدود الفيزياء مع التخصصات الأخرى التي تتراوح من العلوم الاجتماعية إلى العلوم الطبيعية وتكنولوجيا المعلومات. يقوم أعضاء المعهد بتطوير الأبحاث متعددة التخصصات من وجهة نظر الفيزيائيين. ولتحقيق هذه الغاية، تتضمن منهجية البحث نقل المعرفة والمفاهيم والأساليب من الفيزياء إلى تخصصات أخرى راسخة. تزعم IFISC أنها تركز على الدراسات المتقدمة ذات التطبيقات المحتملة، وتجنب الاستقطاب بين العلوم الأساسية والتطبيقية.
يتجلى البحث الذي يتبعه المعهد في أساس خط عرضي من الطبيعة الاستكشافية التي تغطي الظواهر العامة للفيزياء غير الخطية والأنظمة المعقدة، بأدوات مستعارة من الفيزياء الإحصائية، والأنظمة الديناميكية، ونظرية المعلومات، والطرق الحسابية وميكانيكا الكم. ويكمل خط البحث الرئيسي مجموعة من الخطوط الفرعية لنقل المعرفة من هذا الخط، والتي تشمل الفيزياء الكمومية وعلم النانو، والفوتونيات غير الخطية وتكنولوجيا المعلومات، والسوائل الجيوفيزيائية، والأنظمة الحيوية المعقدة والأنظمة الاجتماعية والتقنية الاجتماعية.
منذ عام 2012، يقدم المعهد برنامج الماجستير في الأنظمة المعقدة. يركز البرنامج على الجوانب الأساسية اللازمة لفهم نموذج الأنظمة المعقدة، بما في ذلك التدريب على العمل النظري والحسابي والتجريبي. 

## روابط خارجية
- معهد الفيزياء متعددة التخصصات والأنظمة المعقدة
- المعهد المتوسطي للدراسات المتقدمة إيميديا